# Plurial Novilia
 Plurial Novilia est une société anonyme de HLM située 2 place Paul Jamot à Reims.

## Contexte
En 2017, La ville de Reims, compte 39,1 % de logements HLM (environ 36 000) selon l’INSEE.
Trois bailleurs sociaux gèrent la majorité de ce parc HLM : Foyer Rémois, Plurial Novilia et Reims habitat.

## Histoire
Le 13 février 1947, Bertrand de Vogüé (employeur) et Charles Guggiari (CGT) créent le COPLOLRR (COmité Paritaire du LOgement de Reims et de sa Région).
Le 20 juin 1947, naissance de l'Effort rémois sous la forme d'une société anonyme d'habitations à loyer modéré. Ces deux organismes vont travailler ensemble pour développer l’offre de logement dans Reims.
En 1951 : naissance du COPLE (Comité paritaire du logement d'Epernay).
Entre 1960 et 1970, l’effort rémois pilote la construction du nouveau Quartier Châtillons.
En 1965, le Logement Familial devient le Toit Champenois.
À partir des années 1980, la production de masse de logements sociaux ralentie et l'effort rémois réoriente ses constructions en fonction des nouvelles demandes de logement plus qualitatifs et esthétiques. Cela conduira notamment à la construction d'immeubles comme l'immeuble dit « Goldorak » en 1993, œuvre des architectes Lipa & Serge Goldstein ou le Le Ruban Bleu par Chemetov au centre ville.

En 1999, création de Plurial par la fusion de quatre organismes régionaux collecteurs du 1 % logement en Champagne-Ardenne (COPLORR à Reims, COPLER à Epernay, Ardennes Logement à Sedan et CIAC à TROYES) représentant 50 000 logements.
En 2005, le Groupe Plurial change son organisation pour couvrir 5 métiers de l'habitat (1%, location, promotion, maisons individuelles, syndic/gestion de bien). Le groupe Plurial est alors composé d’une part de Plurial 1 % Logement et, d’autre part, de Plurihabitat qui exerce les activités de location, de promotion, de maisons individuelles, de syndic, gestion de biens et transactions, avec quatre filiales dédiées à l’habitat social : Le Toit Champenois, l’Effort Rémois, Mon Logis et La Maison Ardennaise.

En 2010, Plurihabitat L'Effort Rémois devient Plurial L'Effort Rémois.
En 2012, Reims habitat avec le Foyer Rémois et Plurial L’Effort Rémois  mettent en place le GIE tranquillité des quartiers.
En 2014, un rapprochement, sous la dénomination Plurial NOVA « Nouvelle organisation valeurs ajoutées » est réalisé entre Plurial L'Effort Rémois et Le Toit Champenois.
En 2015, la  fusion-absorption entre Plurial L'Effort Rémois et la SA d’HLM "Le Toit Champenois" (4700 logement) se réalise sous le nom de Plurial Novilia. Cette société du groupe Action Logement devient un acteur important  de l'habitat social en Île-de-France et dans le Grand Est.
Au 1er janvier 2021, l’OPH de Saint-Dizier  fusionne avec Plurial Novilia pour atteindre la taille critique de 12 000 logements prévue par la loi ELAN.

## Organisation / fonctionnement
Le conseil d'administration est composé de dix-huit membres. Trois d’entre eux représentent les locataires conformément aux dispositions du CCH et trois représentent des collectivités territoriales de la Marne : CU du Grand Reims, communautés d’agglomérations de Châlons-en-Champagne et d’Épernay. 
Plurial Novilia compte plus de 440 salariés, 13 agences de proximité et un parc immobilier de plus de 36 000 logements répartis en Île-de-France et en Champagne-Ardenne.

### Le bâtiment du nouveau siège
Le nouveau siège est situé dans le bâtiment imaginé par l’architecte Fouqueray-Jacquet, et longe la place Jamot. Le groupe y a regroupé les différents sites de Reims et le bâtiment accueille près de 250 salariés.

### Les filiales

#### GIE Tranquillité des quartiers
Le GIE tranquillité des quartiers a été mis en place par les trois bailleurs rémois en 2012. Il a pour missions principales de garantir la tranquillité et la sécurité des locataires du parc de logements.

#### GREG (Groupement de Recherche, d’Étude et de Gestion
Le GREG regroupe en 2019 MCCA et Plurial Novilia et exerce principalement des missions d’assistance à maitrise d’ouvrage et de direction d’exécution des travaux sur des opérations de construction ou de réhabilitation.

#### GIE Ingénierie et Travaux Immobilier
Il regroupe en 2019 la SA d’HLM Habitat de Champagne, qui exerce son activité dans les Ardennes, et Plurial Novilia en vue de mutualiser des moyens pour la réalisation d’opérations mobilières ou immobilières.

## Historique des logo

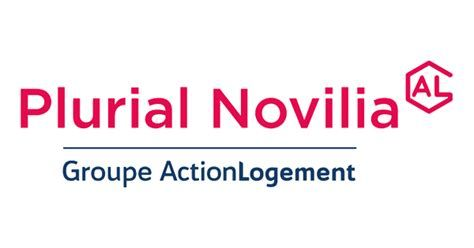
Logo Plurial Novillia.